# 오정 (나가노현)
오정(大町)은 나가노현 기타아즈미군에 있던 정이다. 현재의 오마치시 중심지구 오마치 지구에 해당한다.

## 역사
- 1889년 4월 1일 - 정촌제 시행에 의해 기타아즈미군 오정이 성립하였다.
- 1954년 7월 1일 -  다이라촌, 도키와촌, 야시로촌과 합병해, 오마치시가 성립하여, 동일 오정은 폐지되었다.

## 교통

### 철도
- 일본국유철도
  - 오이토선

### 도로
- 국도 제147호선
- 국도 제148호선

## 참고문헌
- 角川日本地名大辞典 20 長野県